# Бієнтевіо
Бієнте́віо (Myiozetetes) — рід горобцеподібних птахів родини тиранових (Tyrannidae). Представники цього роду мешкають в Мексиці, Центральній і Південній Америці.

## Опис
Бієнтевіо — невеликі птахи, середня довжина яких становить 14-18,5 см, а вага 16,5-30 г. Верхня частина тіла у них переважно оливково-коричнева, крила і хвіст коричневі з рудуватими краями, нижня частина тіла жовта, горло біле. На тімені є малопомітна руда пляма. У деяких видів над очима є широкі білі "брови".
Бієнтевіо живуть на луках, пасиовищах і в рідколіссях, живляться комахами, на яких чатують, сидячи на гілці дерева. Гніздо закрите, робиться зі стебел, розміщується в чагарниках або на дереві, часто поряд з осиним або бджолиним гніздом, біля водойми. В кладці від 2 до 4 кремових або блих яєць, поцяткованих коричневими або ліловими плямами. Сезон розмноження триває з лютого по червень.

## Таксономія і систематика
Молекулярно-генетичне дослідження, проведене Телло та іншими в 2009 році дозволило дослідникам краще зрозуміти філогенію родини тиранових. Згідно із запропонованою ними класифікацією, рід Конопа (Conopias) належить до родини тиранових (Tyrannidae), підродини тиранних (Tyranninae) і триби Tyrannini.

### Види
Виділяють чотири види:
- Бієнтевіо рудокрилий (Myiozetetes cayanensis)
- Бієнтевіо червоноголовий (Myiozetetes similis)
- Бієнтевіо сіроголовий (Myiozetetes granadensis)
- Бієнтевіо малий (Myiozetetes luteiventris)

## Етимологія
Наукова назва роду Myiozetetes походить від сполучення слів дав.-гр. μυια — муха і ζητητης — шукати.